# Вадим, Аннетт
Аннетт Вадим (фр. Annette Vadim; настоящие имя и фамилия Сюзанна Аннетта Стройберг, фр. Annette Susanne Strøyberg; 7 декабря 1936, остров Фюн, Дания — 12 декабря 2005, Копенгаген, Дания) — французская актриса. Вторая жена французского режиссёра Роже Вадима

## Биография
Отец был врачом. После смерти отца вместе с матерью и сестрой переехала из Оденсе в Копенгаген. В детстве и юности увлекалась спортом, была чемпионкой в соревнованиях по водным лыжам. Училась в медицинском лицее.
Начинала как рекламная модель пива  Tuborg Gold. В 1955 году уехала в Париж, где работала моделью домов «Шанель» и «Ги Ларош». Роже Вадим заметил красивую и яркую блондинку и вскоре, в 1958 году, актриса стала женой режиссёра, родила дочь Натали. В 1959 году снялась в фильме Роже Вадима «Опасные связи». В 1960 году брак распался.
С 1960 года снималась в итальянском кино. В Италии сыграла в 12 фильмах. Работала с Роберто Росселини, Карло Лидзани и другими известными режиссёрами.
В 1962 вышла замуж за греческого магната Грегори Каллиманопулоса, уехала с ним в США, где прожила более 15-ти лет. После развода вернулась во Францию. Актриса сохраняла связи с родиной — в Дании у неё была собственная вилла в Тисвильде.
Незадолго до смерти написала мемуары «Скандальные отношения / Skandaløse Forbindelser», в которых помимо кинокарьеры рассказала о своих отношениях с известными актёрами — Аленом Делоном, Уорреном Битти, Омаром Шарифом, Витторио Гассманом, Саша Дистелем.
Актриса умерла от рака в возрасте 69 лет, 12 декабря 2005 года, в Копенгагене, Дания. Оставила после себя троих детей, по одному от каждого брака.